# Hager (Familienname)
Hager ist ein germanischer Familienname mit Schwerpunkt (nach der absoluten Namensverteilung) in Deutschland, USA, der höchten Dichte aber in Österreich nördlich der Alpen (speziell in OÖ mit dem angrenzenden Bayern). In der Schweiz ist der Name hingegen selten, etwas in der Nord-Ostschweiz noch. Dafür gibt es dort schon auch eine Hegiburg nahe Winterthur.
In Nordeuropa wird es neben dem Kunstwort Hägar aus einer Comic Serie (wohl aus hagr abgeleitet), mehr zu den Haga, Hagi (Einschließung) Höfen. Im Norden Deutschlands tritt mehr der Name Hagen hervor, wie in Deutschland die drei ähnlichen Namen (Haag, Hager, Hagen gegeben sind). 
Der Name Hager/Haager ist abgeleitet:
1) örtlich, vom Hag (Haag), dem alten hac, engl. hague bzw. hedge, dem eingefriedeten (mittels Dornenhecke), bzw. umzäunten Bereich, Hof oder Sitz  (zB. auch Den Haag); oder einer Ortschaft namens Hag/Haag. in der frühen Neuzeit  kam der Name auch von jemand, der von einem der Hager Höfe her stammte. Im spanischen (hogar) =Heim, Zuhause, findet scih die westgotische Sprachwurzel dieser Heim-Komponente. In Bayern wird Hager mundartlich oft als "der Hoga" ausgesprochen.
2) adjektivisch, von hager (abgezehrt, dünn).
Ähnlich klingend: Hader (=Streit), hingegen adjektivisch: be-hagen, be-haglich=wiederum obige Heim- und ergänzende Wohlfühlkomponente. 
Die frühere lateinische Bezeichnung in Österreich ab 1140 als "de hage", also durchwegs örtlich. Etwa: "dictus hager" (=genannt hager), auch öfter hager milites. 5.2.1376 etwa "Hans der Hager" Burggraf von Peilstein. 1367 Hans Hager, Ritter von Petzenkirchen (bei Melk an der Donau).   
Wappen. Das älteste der Haag/Hager Ritter-Wappen - etwa in Österreich- stammt aus der Mitte des 13. Jhd. eines Chunradus Haag/Hager mit einem aufgerichteten weissen Wolf auf schwarzem Schild (Minoritenkirche Wien, laut Hoeneck, Wissgrill, usw.). Die Allensteiger Hager-Linie hatte in ihr Wappen hingegen die frühere Verwandtschaft der Adeligen der Geyller, Pottendorfer und Steger von St. Veit i.M. eingearbeitet.   

## Namensträger

### A
- Achim Hager (1928–2004), deutscher Botaniker, Pflanzenphysiologe und Hochschullehrer
- Albert D. Hager (1817–1888), US-amerikanischer Geologe, Historiker und Bibliothekar
- Alfred Hager (1958–1995), österreichischer Bildhauer
- Alva L. Hager (1850–1923), US-amerikanischer Politiker
- Andreas Hager (1818–1892), deutscher Musiker, Komponist und Militärkapellmeister
- Angelika Hager (* 1963), österreichische Journalistin
- Anneliese Hager (1904–1997), deutsche Lyrikerin
- Axel Hager (* 1969), deutscher Volleyballspieler

### B
- Balthasar Hager (1572–1627), deutscher Jesuit und Kontroverstheologe
- Benjamin Hager (* 1986), deutscher Politiker (Der III. Weg) und Neonazi
- Bernhard Hager (* 1961), deutscher Eisenbahnhistoriker
- Britt Hager (* 1966), US-amerikanischer American-Football-Spieler

### C
- Carl Otto Hager (1813–1898), deutscher Architekt
- Christian Hager (1957–2012), österreichischer Lehrer und Publizist

### D
- Daniel Hager (* 1963), französischer Handballspieler und -trainer
- Daniel Hager-Mann (* 1969), deutscher politischer Beamter (Bündnis 90/Die Grünen)
- Dieter Hager (1947–2009), deutscher Arzt und Biochemiker
- Doris Hager-Hämmerle (* 1970), österreichische Politikerin (NEOS)

### E
- Eberhard von Hager (1723–1790), deutscher Generalleutnant
- Edmund Hager (1829–1906), österreichischer Mönch, Priester, Erzieher
- Eduard Hager (1848–1901), deutscher Fabrikant und Unternehmer
- Elisabeth R. Hager (* 1981), österreichische Autorin, Klangkünstlerin und Kulturvermittlerin
- Ernst Hager (Philologe) (1847–1895), deutscher Philologe
- Ernst Hager (Maler) (* 1958), österreichischer Maler und Zeichner

### F
- Florian Hager (* 1976), deutscher Fernsehfunktionär
- Franz Hager (1901–1957), österreichischer Politiker (ÖVP)
- Franziska Hager (1874–1960), deutsche Schriftstellerin
- Friedrich Heinrich Hager (1815–1881), deutscher Politiker, MdL Württemberg
- Fritz-Peter Hager (1939–1997), Schweizer Pädagoge und Hochschullehrer

### G
- Georg Hager (1863–1941), deutscher Konservator und Denkmalpfleger
- Gerhard Hager (1942–2025), österreichischer Politiker und Jurist
- Gert Hager (* 1962), deutscher Politiker (SPD)
- Gregor Hager (* 1981), österreichischer Eishockeyspieler
- Guido Hager (* 1958), Schweizer Landschaftsarchitekt
- Günter Hager (Mediziner) (* 1923), deutscher Augenarzt und Lehrstuhlinhaber
- Günter Hager (1943–2017), deutscher Jurist und Hochschullehrer
- Günter W. Hager (* 1955), österreichischer Koch

### H
- Hanna Hager (1916–1997), österreichische Politikerin (SPÖ)
- Hannes Hager (* 1972), österreichischer Liedermacher
- Hans Hager (Drucker) (1477–1538), Schweizer Drucker
- Hans Hager (Politiker) (1863–1910), deutscher Politiker
- Hans Hager (Handballtrainer), deutscher Handballtrainer
- Hans-Jörg Hager (* 1948), deutscher Manager
- Heinrich Hager (1893–1941), deutscher Politiker (NSDAP)
- Heinz Hager (1927–2001), deutscher Politiker, Oberbürgermeister von Mülheim an der Ruhr
- Heinz Peter Hager (* 1959), Südtiroler Wirtschaftsberater
- Hellmut Hager (1926–2015), deutscher Kunsthistoriker
- Helma Hager (1894–1978), deutsche Politikerin (CDU)
- Helmut Hager (1925–2009), deutscher Holzblasinstrumentenbauer und Oboist
- Helmuth Hager (* 1948), deutscher Maler und Grafiker
- Hermann Hager (1816–1897), deutscher Apotheker, Pharmakologe, Chemiker und Autor
- Hermann Hager (Philologe) (1846–1895), deutscher Philologe
- Hermann Hager (Mediziner) (1923–1986), deutscher Neuropathologe und Hochschullehrer
- Hermann Hager (Unternehmer) (1928–2014), deutscher Unternehmer
- Horst Hager (1933–2018), deutscher Sozialarbeiter und Politiker (SPD)
- Hugo Hager (1920–1981), deutscher Augenarzt

### I
- Irene Hager von Strobele (* 1970), Südtiroler Autorin und Museumspädagogin

### J
- Jacob Hager, eigentlicher Name von Jack Swagger (* 1982), US-amerikanischer Wrestler
- James Hager (1941–2002), US-amerikanischer Filmproduzent
- Jim Hager (1946–2008), US-amerikanischer Musiker, Comedian und Fernsehmoderator
- Johann Hager (Mediziner) (1888–1944), österreichischer Mediziner
- Johann Georg Hager (1709–1777), deutscher Pädagoge und Geograph
- Johannes Hager, weiterer Name von Balthasar Hager (1572–1627), deutscher Jesuit und Kontroverstheologe
- Johannes Hager, Pseudonym von Johann von Hasslinger-Hassingen (1822–1898), österreichischer Komponist und Organist
- Johannes Hager (Jurist) (* 1951), deutscher Rechtswissenschaftler und Hochschullehrer
- John H. Hager (1936–2020), US-amerikanischer Politiker
- John S. Hager (1818–1890), US-amerikanischer Politiker
- Josef Hager (Maler) (1726–1781), böhmischer Maler
- Josef Hager (Politiker, 1873) (1873–1924), österreichischer Politiker (CSP)
- Josef Hager (Politiker, 1916) (1916–2002), deutscher Politiker, Landrat und Verbandspräsident
- Josef Hager (* 1964), deutscher Autor, Kabarettist und Richter, siehe Sepp Hager
- Julie Marie Christine von Oldofredi-Hager (1813–1879), österreichische Dichterin

### K
- Karl Hager (Geistlicher) (1862–1918), Schweizer römisch-katholischer Geistlicher, Pater und Naturwissenschaftler
- Karl Hager (Politiker) (1938–2010), österreichischer Politiker (SPÖ)
- Karl Heinrich Hager (1868–1946), deutscher Bauingenieur und Hochschullehrer
- Kirsten Hager (* 1952), deutsche Filmproduzentin
- Klaus Hager (* 1955), deutscher Gerontologe
- Konrad Hager (Waldenser) († nach 1342), Verbreiter waldensischer Lehren
- Konrad Hager (um 1475–1541), deutscher Pfarrer und Chorherr
- Kristen Hager (* 1984), kanadische Schauspielerin
- Kurt Hager (1912–1998), deutscher Politiker (SED)

### L
- Leopold Hager (Propst) (1898–1972), österreichischer römisch-katholischer Ordenspriester und Propst
- Leopold Hager (* 1935), österreichischer Musiker und Dirigent sowie Generalmusikdirektor
- Ludwig Hager († 1615), deutscher Kartäuserprior
- Luisa Hager (1900–1979), deutsche Kunsthistorikerin und Museumsleiterin

### M
- Maria Beine-Hager (1919–1991), deutsche Künstlerin
- Marie Hager (1872–1947), deutsche Malerin
- Mark Hager (* 1964), australischer Hockeyspieler
- Matthias Hager (Basketballfunktionär) (* 1979), österreichischer Basketballfunktionär
- Matthias Hager (Fußballspieler) (* 1997), österreichischer Fußballspieler
- Michelle Edith Capes-Hager (* 1966), australische Hockeyspielerin, siehe Michelle Capes
- Mike Hager (* 1974), deutscher Radiomoderator, Autor, Sprecher und Comedian
- Moshe Yehoshua Hager (1916–2012), israelischer Rabbiner

### N
- Nina Hager (* 1950), deutsche Politikerin (DKP)

### O
- Oswald Hager (1926–2017), deutscher Unternehmer (Hager Group)
- Otto Hager (1820–1904), deutscher Buchhändler

### P
- Patrick Hager (* 1988), deutscher Eishockeyspieler
- Paul Hager (Deichinspektor) (1859–1920), deutscher Ingenieur und Deichinspektor
- Paul Hager (Politiker) (1870–1927), deutscher Politiker (Zentrum), MdL Preußen
- Paul Hager (Regisseur) (1925–1983), deutscher Opernregisseur und Theaterintendant
- Peter Hager (1784–1854), US-amerikanischer Politiker
- Philipp Hager (* 1982), österreichischer Schriftsteller

### R
- Robert Hager (Sänger) (1898–?), luxemburgischer Sänger (Bariton)
- Robert Hager (* 1983), österreichischer Schauspieler und Fotograf
- Rolf Hager (* 1924), Schweizer Architekt
- Rudolf Hager (* 1941), deutscher Sportschütze

### S
- Sigmund II. Hager von Allentsteig (1547–1610/1611), österreichischer Adeliger, Soldat und oberösterreichischer Verordneter des Ritterstandes
- Stefan Hager (* 1995), österreichischer Fußballspieler

### T
- Thomas Hager (* 1953), schweizerisch-US-amerikanischer Journalist, Schriftsteller und Hochschullehrer
- Thorolf Hager (* 1942), deutscher Mediziner
- Tobias Hager (* 1973), deutscher Fußballspieler

### W
- Werner Hager (Kunsthistoriker) (1900–1997), deutscher Kunsthistoriker und Hochschullehrer
- Werner Hager (Chemiker) (1925–2016), deutscher Chemiker, Industriemanager und Politiker (SED)
- Wilhelm Hager (1921–2006), deutscher Bildhauer und Maler
- Willi H. Hager (* 1951), Schweizer Wasserbauingenieur und Hochschullehrer
- Willy Hager (1905–1975), deutscher Ingenieur
- Wilmar Hager (1903–nach 1945), deutscher Jurist
- Wolfgang Hager (Uhrmacher) (1602–1674), deutscher Uhrmacher
- Wolfgang Hager (Uhrmacher, 1643) (1643–1705), deutscher Uhrmacher
- Wolfgang Hager (Politikwissenschaftler) (* 1940), deutscher Politik- und Wirtschaftswissenschaftler
- Wolfgang Hager (Mediziner), österreichischer Unfallchirurg
- Wolfgang Hager (Politiker) (* 1962), österreichischer Politiker (SPÖ), Schriftsteller und Herausgeber